# Șciokot, Snovsk
Șciokot (în ucraineană Щокоть) este un sat în comuna Nîzkivka din raionul Snovsk, regiunea Cernihiv, Ucraina.

## Demografie
Componența lingvistică a localității Șciokot
     Ucraineană (95,45%)
     Rusă (2,27%)
     Belarusă (2,27%)
Conform recensământului din 2001, majoritatea populației localității Șciokot era vorbitoare de ucraineană (95,45%), existând în minoritate și vorbitori de rusă (2,27%) și belarusă (2,27%).